# Stokrooie
Stokrooie est une section de la ville belge de Hasselt située en Région flamande dans la province de Limbourg. C'était une commune à part entière avant la fusion des communes de 1971.

## Historique
Le village est situé à 8 kilomètres au nord-ouest du centre de Hasselt.

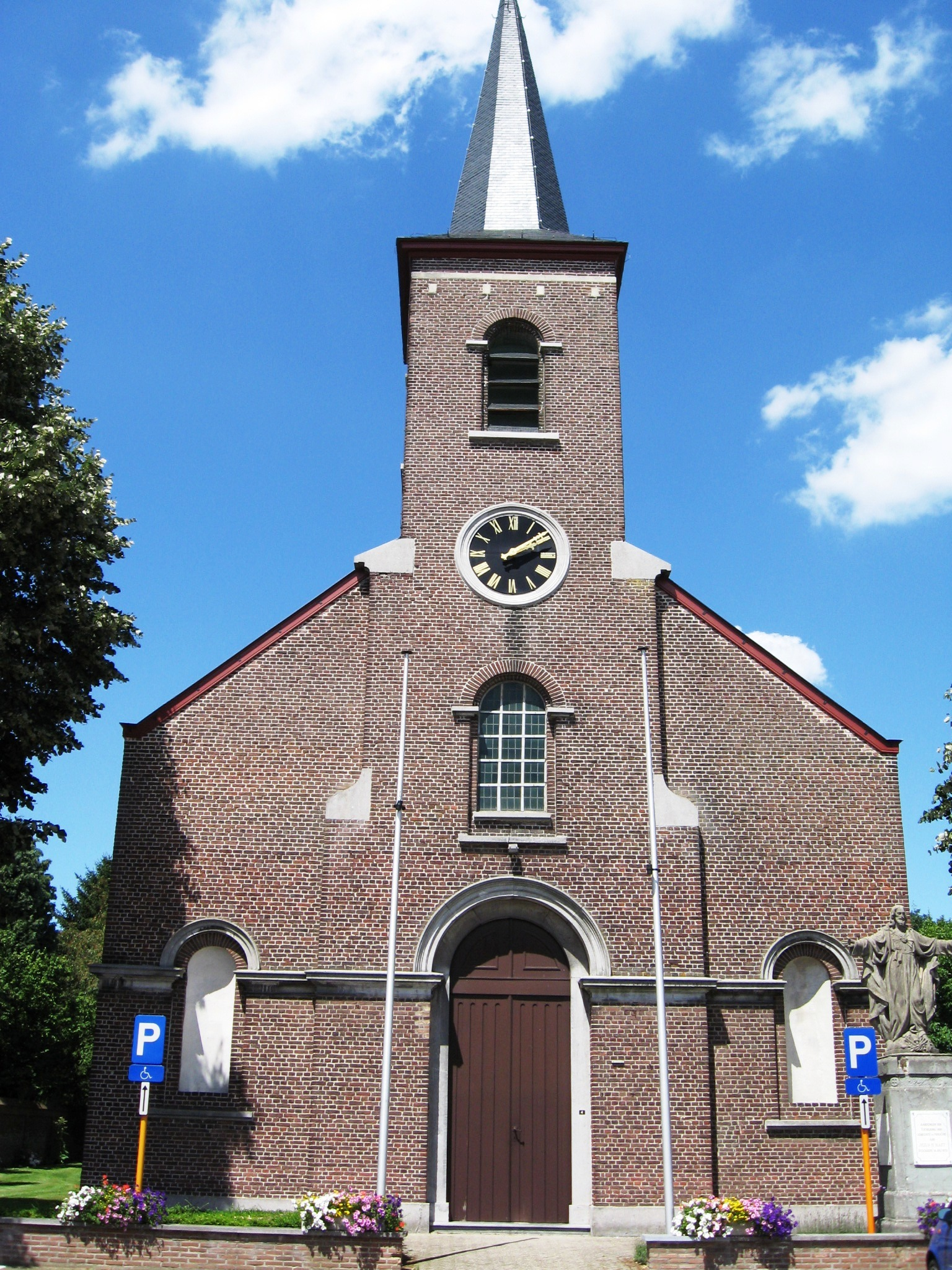
L’église Saint-Amand

## Évolution démographique
Sources: INS, www.limburg.be et Ville de Hasselt